# Una noche en El Cairo
Una noche en El Cairo (The Barbarian, 1933) es una película de drama romántico de la Metro-Goldwyn-Mayer sobre una turista americana en Egipto que tiene varios pretendientes, entre ellos un guía árabe que es más de lo que parece. Está producida y dirigida por Sam Wood y protagonizada por Ramón Novarro y Myrna Loy. La película fue rodada previamente por la MGM con el título The Arab en 1924 con Novarro y Alice Terry.

## Argumento
Una joven, Diana Standing (Myrna Loy) está de visita en El Cairo, en compañía de su tío Cecil (Aubrey Smith) y la señora Powers (Louise Closser Hale) para reunirse con su prometido Gerald (Reginald Denny). Conoce a Jamil (Ramon Novarro), un guía turístico que trabaja en un hotel. Jamil cae bajo el encanto de Diana e intenta ganar su confianza. Le hace descubrir algunos lugares de El Cairo preocupándose de alejar a la joven del lugar donde debía encontrar a su prometido.
Jamil acaba desvelando su secreto a Diana: en realidad es un príncipe árabe que la quiere en matrimonio. Ésta queda desconcertada aún más en la medida en que Jamil está más obsesionado con la idea de poseerla.

## Reparto
- Ramon Novarro como Jamil El Shehab
- Myrna Loy como Diana Standing
- Reginald Denny como Gerald Hume, el prometido de Diana
- Louise Closser Hale como la Señora Powers
- Aubrey Smith como Cecil Harwood
- Edward Arnold como Achmed Pasha
- Blanche Friderici como Mrs. Hume
- Marcelle Corday como Marthe
- Hedda Hopper como Mrs. Loway
- Leni Stengel como Ilsa
- Akim Tamiroff como Coronel

## Producción
La película se rodó desde principios de febrero de 1933 en Yuma (Arizona) y en los estudios MGM de Culver City.
Para la escena del baño, Myrna Loy lució un traje de baño color carne.
Cedric Gibbons estuvo a cargo de la dirección artística. Gilbert Adrian fue el responsable del diseño de vestuario. El ingeniero de sonido responsable fue Douglas Shearer. John S. Waters trabajó como asistente de dirección, Bernard H. Hyman participó como productor asociado.
La canción Love Song of the Nile es de Nacio Herb Brown y Arthur Freed.
La película se estrenó en los cines norteamericanos el 12 de mayo de 1933.